# Katrin Höffler
Katrin Elisabeth Höffler (* 1977) ist eine deutsche Juristin, Kriminologin und Hochschullehrerin.

## Leben
Nach dem Abitur am Willstätter-Gymnasium Nürnberg studierte Höffler von 1996 bis 1997 Germanistik, Philosophie und Kunstgeschichte an der Otto-Friedrich-Universität Bamberg. Von 1997 bis 2002 folgte das Studium der Rechtswissenschaften an der Ludwig-Maximilians-Universität München, das sie mit dem ersten juristischen Staatsexamen abschloss.
Von 2002 bis 2004 absolvierte Höffler das Rechtsreferendariat im Bezirk des Oberlandesgerichts München mit einer Wahlstation in der Justizvollzugsanstalt Tegel, Berlin. Von 2005 bis 2007 arbeitete sie als wissenschaftliche Mitarbeiterin am Institut für die gesamten Strafrechtswissenschaften, Abteilung Kriminologie, Jugendrecht und Strafvollzug, bei Heinz Schöch in München. Dort wurde sie im Jahr 2008 mit der Schrift Graffiti – Prävention durch Wiedergutmachung. Implementation und Evaluation eines Münchner Modellprojektes promoviert. Für die Dissertation erhielt Höffler den Fakultätspreis 2008 der Ludwig-Maximilians-Universität München und den Promotionspreis der Münchener Juristische Gesellschaft e.V.
Von 2007 bis 2010 war Höffler als Staatsanwältin bei der Staatsanwaltschaft München I, als Richterin bei dem Amtsgericht Straubing und im Bayerischen Ministerium der Justiz und für Verbraucherschutz tätig. Es folgte eine Tätigkeit als akademische (Ober-)Rätin in München von 2010 bis 2012. Ab April 2012 war sie Juniorprofessorin für Kriminologie und Strafrechtspflege an der Eberhard-Karls-Universität Tübingen. Im Jahr 2013 folgte sie einem Ruf der Georg-August-Universität Göttingen auf einen Lehrstuhl für Strafrecht und Kriminologie, den sie bis zum Sommersemester 2022 innehatte. Von 2021 bis 2022 war sie Studiendekanin der deren juristischen Fakultät. Seit dem 1. April 2022 ist Höffler Inhaberin des Lehrstuhls für Strafrecht, Strafprozessrecht, Kriminologie und Rechtssoziologie an der Juristenfakultät der Universität Leipzig. Zum 1. Februar 2025 hat Höffler einen Ruf an die Juristische Fakultät der Humboldt-Universität zu Berlin angenommen.
Weitere Rufe an die Ruhr-Universität Bochum (2016) und die Universität Zürich (2021) lehnte Höffler ab. Im Jahr 2016 wurde Höffler in die Europäische Akademie der Wissenschaften und Künste, Klasse V aufgenommen.
Derzeit führt Höffler mit ihrem Lehrstuhl das von der DFG geförderte Drittmittelforschungsprojekt „Ziviler Ungehorsam in der Klimakrise“ durch und ist an dem Verbundprojekt „MaLeFiz“ (Maschinelles Lernen zur effizienten Identifikation auffälliger Finanztransaktionen), gefördert durch das BMBF, beteiligt. In Göttingen war Höffler mit ihrem Lehrstuhl an diversen Forschungsprojekten beteiligt, u. a. dem Projekt „Criminal Law Discourse in the Interconnected Society (CLaDIS)“, das mit Mitteln des Niedersächsischen Wissenschaftsministeriums gefördert wird und dem vom BMBF geförderten Projekt „RadigZ - Radikalisierung im digitalen Zeitalter“ unter der Leitung des Kriminologischen Forschungsinstituts Niedersachsen.

## Veröffentlichungen (Auswahl)

### Monographien
- Graffiti – Prävention durch Wiedergutmachung. Implementation und Evaluation eines Münchner Modellprojektes. Kriminalwissenschaftliche Schriftenreihe, Band 21, Berlin 2008 (zugl. Dissertation)
- Examinatorium zum Schwerpunktbereich Strafrecht. C.H. Beck Verlag, München 2021 (gemeinsam mit Johannes Kaspar)
- Jugendstrafrecht. 5. Auflage, C.H. Beck Verlag, München, 2025 (gemeinsam mit Bernd-Dieter Meier und Britta Bannenberg)

### Herausgeberschaften
- Neue Kriminalpolitik, Zeitschrift (gemeinsam mit Johannes Kaspar und Hendrik Schneider)
- Strafrecht und Verfassung. 2. Symposium Junger Strafrechtlerinnen und Strafrechtler. Nomos Verlagsgesellschaft, Baden-Baden 2013 (gemeinsam mit Beatrice Brunhöber u. a.)
- Brauchen wir eine Reform der freiheitsentziehenden Sanktionen? Göttinger Studien zu den Kriminalwissenschaften, Göttingen 2015
- Opferorientierung im Justizvollzug. Universitätsverlag Göttingen 2019 (gemeinsam mit Christiane Jesse und Thomas Bliesener)

## Mitgliedschaften und Funktionen
- Deutscher Juristentag, seit 2006
- Kriminologische Gesellschaft, seit 2011; seit dem 1. Januar 2025 Vizepräsidentin
- Arbeitskreis für Forensische Psychiatrie und Psychologie e.V., seit 2012
- Mitgliedschaft bei den Jungen Strafrechtlerinnen und Strafrechtlern, seit 2011
- Zentrum für Medizinrecht, Georg-August-Universität Göttingen, seit 2013, Vorstand seit 2015
- Göttinger Verein zur Förderung vergleichenden und internationalen Strafrechts sowie internationaler Kriminologie e.V., seit 2014
- Leitung des Elisabeth-Selbert-Mentoring-Programms (EliSe) für Nachwuchswissenschaftlerinnen an der Juristischen Fakultät der Georg-August-Universität Göttingen, seit 2015 (Implementation)
- Mitglied des wissenschaftlichen Beirats zum Betreuungsrecht, BMJV, von 2015 bis 2016
- Thematic Editor der Zeitschrift Criminal Law Forum, seit 2015
- Europäische Akademie der Wissenschaften, Klasse V, seit 2016
- European Society of Criminology, seit 2016